# Xã Washington, Quận Miami, Indiana
Xã Washington (tiếng Anh: Washington Township) là một xã thuộc quận Miami, tiểu bang Indiana, Hoa Kỳ. Năm 2010, dân số của xã này là 3.493 người.